# Los Angeles Sparks
Los Angeles Sparks és un equip de la lliga professional femenina americana WNBA, amb base a Los Angeles, Califòrnia. És un dels equips que ha participat en aquesta lliga des de la temporada inaugural el 1997. Des del principi, han sigut un punt d'atenció primordial a la lliga, tot i els seus fluixos inicis, passant per la seva banqueta diversos entrenadors diferents. No va ser fins que van fitxar a l'ex-jugador dels Lakers Michael Cooper quan van començar a despuntar. Des d'aquell moment, han estat un dels millors equips de la lliga.
La seva estrella és la jugadora Lisa Leslie, que ha liderat a les Sparks des dels seus inicis. És l'equip germà de la seva versió masculina, Los Angeles Lakers.

## Història
Els Sparks van perdre el partit inaugural de la WNBA contra els New York Liberty el 1997. Tot i això, la seva jugadora Penny Toler va ser la que va aconseguir la primera cistella de la història de la lliga. Durant les dues primeres temporades no van aconseguir classificar-se pels play-offs. Les dues temporades següents, ja amb Lisa Leslie a l'equip, van arribar a les rondes finals, però en ambdues ocasions van ser eliminades a la primera ronda per les Houston Comets.
La temporada 2001 van canviar les coses, amb l'arribada a la banqueta de Michael Cooper, eliminant a les fins aleshores temudes Comets a la primera ronda, i guanyant la final contra els Charlotte Sting. La temporada següent, en la qual es va produir el primer mate per part d'una dona a la lliga, per descomptat, Leslie, van tornar a plantar-se a les finals, derrotant els New York Liberty per aconseguir el seu segon títol consecutiu. El 2003 van tornar a arribar a les finals, però van caure contra els Detroit Shock.
Des d'aleshores, han seguit classificant-se pels play-offs, però sense tornar a arribar a les finals del campionat. Durant la temporada 2007, compten amb la novetat del fitxatge de Marta Fernández Farrés, procedent de l'UB-FC Barcelona, després de destacar a la Lliga espanyola de bàsquet femení.

## Trajectòria
Nota: G: Partits guanyats P:Partits perduts %:percentatge de victòries
| Temporada | G  | P  | %    | Play-offs                            |
| --------- | -- | -- | ---- | ------------------------------------ |
| 1997      | 14 | 14 | .500 | No es classifiquen                   |
| 1998      | 12 | 18 | .400 | No es classifiquen                   |
| 1999      | 20 | 12 | .625 | Perden a la final de conferència     |
| 2000      | 28 | 4  | .875 | Perden a la final de conferència     |
| 2001      | 28 | 4  | .875 | Campiones de la WNBA                 |
| 2002      | 25 | 7  | .781 | Campiones de la WNBA                 |
| 2003      | 24 | 10 | .706 | Subcampiones de la WNBA              |
| 2004      | 25 | 9  | .735 | Perden a la semifinal de conferència |
| 2005      | 17 | 17 | .500 | Perden a la semifinal de conferència |
| 2006      | 25 | 9  | .735 | Perden a la final de conferència     |
| 2007      | 10 | 24 | .294 | No es classifiquen                   |
| 2008      | 15 | 12 | .556 | Perden a la final de conferència     |
| 2009      | 18 | 16 | .529 | Perden a la final de conferència     |
| 2010      | 13 | 21 | .382 | Perden a la semifinal de conferència |
| 2011      | 15 | 19 | .441 | No es classifiquen                   |
| 2012      | 24 | 10 | .706 | Perden a la final de conferència     |
| 2013      | 24 | 10 | .706 | Perden a la semifinal de conferència |
| 2014      | 16 | 18 | .471 | Perden a la semifinal de conferència |
| 2015      | 14 | 20 | .412 | Perden a la semifinal de conferència |
| 2016      | 26 | 8  | .765 | Campiones de la WNBA                 |